# Josef Gahler
Josef Gahler (6. listopadu 1821 Růžodol – 11. března 1898 Liberec) byl rakouský podnikatel a politik německé národnosti z Čech, poslanec Českého zemského sněmu.

## Biografie
Byl majitelem mlýna v Růžodole I u Liberce. Působil jako člen obchodní a živnostenské komory v Liberci. V období let 1870–1881 byl okresním starostou v Liberci.
V 70. letech se zapojil i do vysoké politiky. V zemských volbách v roce 1878 byl zvolen na Český zemský sněm, kde zastupoval kurii obchodních a živnostenských komor, obvod Liberec. Uvádí se jako kandidát německých liberálů (tzv. Ústavní strana, liberálně a centralisticky orientovaná, odmítající federalistické aspirace neněmeckých etnik). Souběžně byl tehdy jako nezávislý kandidát zvolen i v kurii venkovských obcí, obvod Liberec, Jablonec, Tanvald. Zde se ale mandátu vzdal. Za kurii obchodních a živnostenských komor uspěl i v zemských volbách v roce 1883. Znovu zvolen byl roku 1887.
Zemřel v březnu 1898 na mozkovou mrtvici ve věku 77 let.